# Subprefeitura de Pinheiros
A Subprefeitura de Pinheiros é uma das 32 subprefeituras da cidade de São Paulo, sendo regida pela Lei nº 13.999 de 1º de agosto de 2002.
É composta por quatro distritos: Pinheiros; Alto de Pinheiros; Itaim Bibi e Jardim Paulista, que somados representam uma área de 32,11 km², e habitada por mais de 257 mil pessoas. Se encontra na porção central do município de São Paulo entre as Subprefeituras da Sé, Vila Mariana, Santo Amaro e Lapa.
Sua área é limitada pelo rio Pinheiros, Av. Queirós Filho, R. Cerro Corá, R. Heitor Penteado, Av. Dr. Arnaldo, Av. Paulista, Av. Brig. Luís Antônio, avenida Santo Amaro, Av. Roque Petroni Júnior, até chegar novamente ao rio Pinheiros.

## Histórico
A atual Subprefeitura de Pinheiros foi criada em 1965 pelo prefeito José Vicente de Faria Lima como uma Administração Regional. Ela é uma das 7 (sete) primeiras Administrações Regionais (ARs) implantadas na época de sua criação: Sé, Vila Mariana, Pinheiros, Lapa, Santana, Penha e Mooca. Além dessas sete ARs, havia ainda a Subprefeitura de Santo Amaro, criada com a incorporação em 1936 de Santo Amaro ao município de São Paulo.
Em 1986, durante a gestão do prefeito Jânio Quadros, a então Administração Regional de Pinheiros é aglutinada com as administrações regionais da Sé e da Lapa para formar a Subprefeitura da Sé, conforme previsão da lei municipal nº 10.089/1986.

### Subprefeitos
- Márcio Dias Pinto: 1966[8]
- Paulo Alves Mota: 1970[9]
- Rubens Macedo: 1978[10]
- Cid Barbosa Lima Júnior: 1989?-1990[11][12]
- Roland Shalders: 1993[13]
- Eduardo Basilio: 1997
- Mário Bertolucci Neto: ?[14]
- Oswaldo Shigueyuki Kawanami: Dez/1998[15]
- Cyrius Lotti: Dez/1998 - ?[15]
- Maurício Marcos Monteiro: Fev/1999 - Jun/2000[16]
- Marcos Roberto dos Santos: Jun/2000 - Dez/2000[17]
- Beatriz Pardi: Jan/2001 - 2004[18]
- Antonio Marsiglia Neto: 2005[19] - Abr/2006[20]
- Dorivaldo Andrade Ribeiro: Abr/2006[20] - Mai/2006
- Nilton Elias Nachle: Mai/2006[21] - Jan/2009
- Nevoral Alves Bucheroni: Jan/2009 - Out/2009
- Rubens Paixão: 2009 - 2012
- Angelo Salvador Filardo Junior: 2013 - Mar/2015[22]
- Harmi Tahiya: Mar/2015[22] - Dez/2016[23]
- Paulo Mathias: Jan/2017 - 2018[24]
- Juliana Natrielli Medeiros Ribeiro dos Santos: 2018
- João Vestim Grande: 2019 - 2020
- Paulo Mathias: 2020
- Acácio Miranda da Silva Filho: 2020 - 2021
- Richard Haddad Junior: Mar/2021 - Jan/2023
- Leonardo Casal Santos: Fev/2023-Mar/2024[25]
- Alan Nunes Cortez: Abril/2024 - atualmente

## Subprefeitura de Pinheiros

### Pinheiros
Área: 8,00 km²
População: 65 145 hab (2022)
Densidade Demográfica (Hab/km²): 8 171
Principais Bairros:Jardim das Bandeiras, Jardim Europa, Jardim Paulistano, Jardins, Pinheiros, Sumarezinho, Vila Madalena.
O bairro de Pinheiros teve origem em uma aldeia indígena situada à margem direita do Rio Pinheiros. O bairro foi fundado em 1560 e até meados 1850 continuou como um aldeamento indígena. A partir desse momento foi acolhendo diferentes povoados, todos dedicados à agricultura.
No começo do século XX o prolongamento da linha de bondes até o largo de Pinheiros, feito a partir da então Avenida Municipal, possibilitou um maior desenvolvimento da região. Em 1907, foi inaugurado o atual Mercado Municipal de Pinheiros, centro de recepção e venda de produtos agrícolas, consagrando a região como um centro de comércio atacadista.
Na década de 1930, em função da crescente industrialização do município de São Paulo e a nova importância econômica que o município estava a adquirir, a parte mais central de Pinheiros tornou-se mais urbana, beneficiada pelos primeiros serviços públicos, além dos bondes. Esse processo se iniciou em 1915, quando o primeiro serviço de iluminação pública foi instalado, uma parte do bairro começou a ter água encanada e algumas ruas começaram a ser pavimentadas com paralelepípedos. Na década de 40, Pinheiros estava densamente edificada, e em 1943, com a canalização do Rio Pinheiros, permitiu que novas áreas fossem acrescentadas.

### Alto de Pinheiros
Área: 7,70 km²
População: 37.359 hab (2022)
Densidade Demográfica (Hab/km²): 5 600
Principais Bairros: Alto de Pinheiros, Boaçava, Jardim Califórnia, Jardim Lígia, Vila Beatriz, Vila Madalena, Vila Ida.
A partir do momento em que a  Lei do Marquês de Pombal de 1770 expulsou os Jesuítas da região, as terras foram leiloadas e deram origens a novas chácaras e sítios. Estas, foram adquiridas pela Companhia City, em 1913, empresa de planejamento e loteamento de bairros. 
Alto de Pinheiros surgiu como um bairro planejado, com seu loteamento iniciado em 1925 e baseado nos princípios de bairros ingleses, com um sistema viário amplo e muitas áreas livres.

### Itaim Bibi
Área: 9,90 km²
População: 101 452 hab (2022)
Densidade Demográfica (Hab/km²): 9 351
Principais Bairros: Brooklin, Brooklin Novo, Chácara Itaim, Cidade Monções, Itaim, Itaim Bibi, Jardim das Acácias, Vila Cordeiro, Vila Funchal, Vila Olímpia.
No final do séc XIX, a região era uma fazenda de 120 alqueires do general José Vieira Couto de Magalhães. Em 1907, foi comprada por seu irmão. E em 1916, devido a morte do recente comprador, a propriedade foi dividida entre seus herdeiros, com isso apareceram os primeiros loteamentos, esses que foram vendidos a imigrantes europeus de outros bairros que buscavam terrenos mais baratos. E na década de 20 e 30, um bairro de tipo popular iniciou sua formação, o Itaim Bibi, entre a Vila Nova Conceição e o Jardim Europa, foi rapidamente ocupado por uma população modesta ou de classe média.
Para diferenciar o novo bairro do antigo Itaim Paulista, os moradores passaram a se referir à área como os “terrenos do Bibi”, apelido do antigo proprietário, e assim surge o nome da promissora região.

### Jardim Paulista
Área: 6,10 km²
População: 81 859 hab (2022)
Densidade Demográfica (Hab/km²): 14 540
O Jardim Paulista, faz parte do conjunto de "bairros jardim" loteados pela Companhia City, tal como os bairros: Cidade Jardim, Jardim Europa e Jardim Paulistano. Todos exclusivamente residenciais e de classe alta. 